# Theo Peer
Theo Peer (* 20. Mai 1930 in Innsbruck; † 31. August 2023) war ein österreichischer Pianist, ORF-Redakteur und Kabarettist.

## Werdegang
Nach dem Gymnasium führte er bis 1969 das Papiergeschäft seiner Eltern.
Als Pianist machte er Béla Bartók, Zoltán Kodály und Gottfried von Einem in Tirol bekannt, er brachte viele Werke der heimischen Komponisten Peter Zwetkoff, Bert Breit, Erich Urbanner und Robert Nessler zur Uraufführung.
Peer war 13 Jahre lang Klavierlehrer am Innsbrucker Konservatorium, daneben freier Mitarbeiter beim ORF-Landesstudio Tirol.
Durch die „Alpenländischen Interviews“, die er mit Otto Grünmandl führte, wurde er durch Zufall Kabarettist und überregional bekannt. Die Interviews wurden monatelang in Ö3 gesendet. Es folgten das „Alpenländische Inspektoren-Inspektorat“, „Olympische Interviews“, „Alpenländische Erfindungen“. Später folgten Bücher und CDs.
Weiter ging es mit vielen Film- und Fernsehaufnahmen im In- und Ausland, darunter über 20 Folgen als Museumsführer im Quiz in Rot-Weiß-Rot.
1992–1998 moderierte er den „Totznhacker“, eine heiter-kritische Reihe des ORF-Studios Tirol.
Theo Peer war mit der Schauspielerin Maria Barmüller verheiratet.
Er verstarb am 31. August 2023.

## Kabarett-Programme
- 1988 „Täglich zum letzten Mal“
- 1991 „Eine kleine Lachmusik“

## Publikationen
- „Spaß und andere Vögel. Mono-logisches und Fast-historisches“, 1992